# キルスイッチ
キルスイッチ、キルスウィッチ（英語: kill switch）とは、燃料または電源を遮断してエンジンを停止するための装置である。競技用や軍用の車両のほか、オートバイにメインスイッチとは別に装備される場合がある。

## ガソリンエンジン自動車
四輪レース用の車両に装備されるキルスイッチは、緊急時に火災など二次被害を防止するためにすべての電装類の電源を遮断するもので、レギュレーションとして装備が義務づけられるレースもある。2010年現在、一部の市販車にもキルスイッチが装備されている車種がある。

## ディーゼルエンジン自動車
ディーゼルエンジンには点火系が無く、エンジン自体の運転に電気を必要としないので、主電源を遮断してもエンジンは停止しない。
現在のディーゼル自動車はメインスイッチを切ると燃料または吸気が遮断されてエンジンが停止するが、その遮断動作を電気モーターや電磁弁で行っており、電源オフと同時にエンジンが停止する。
主に年式の古いものは床やインパネに取り付けられたハンドルやレバーを操作することでエンジンを停止するが、それで直接燃料または吸気を遮断する方法のほか、バルブを開放してシリンダー内の圧縮を抜くデコンプも用いられていた。汎用エンジンでは今でも始動と停止にデコンプを利用するものがある。

## オートバイ
オートバイでは、走行中にスロットルが戻らなくなった、交通事故で転倒した時に備えて、エンジンを停止できるようキルスイッチが装備されている。125cc以上のオートバイに必ず装備されており、右側のスロットル傍に、赤色のスイッチが取り付けられている。四輪レース用のキルスイッチとは異なり、遮断するのはイグニッションコイルや燃料噴射装置への供給電源のみである。